# バーゼルIII
バーゼルIII （バーゼルスリー、第3次バーゼル合意またはバーゼル基準、英語: Basel III）は、銀行の自己資本規制比率、ストレステスト、市場流動性リスクに関する、グローバルであるが各国の裁量に任される規制の枠組みである。第三回目となるバーゼル合意であり、（バーゼルI 、バーゼルIIを参照）2007年から2008年にかけて起こった金融危機で明るみに出た金融規制の欠陥への対応として開発された。銀行の流動性の向上、銀行のレバレッジの低減を図るため、銀行の自己資本規制を強化することを目的とする。
バーゼルIIIは、2010年11月にバーゼル銀行監督委員会の加盟国間で合意され、2013年から2015年までに導入される運びとなっていた。ただし、実施は2019年3月31日に繰り返し延長され、その後2023年1月1日までに再延長された。

## 概要
バーゼルIIIの基準の狙いは、銀行の自己資本規制比率に関するバーゼルIIで定められた要件を強化することである。加えて流動資産の保有と資金調達の安定性に関する要件を導入し、それによって取り付け騒ぎのリスクを軽減しようとしている。システム上重要な金融機関という概念に加えて、バーゼルIIIもマーク・カーニーの構想によるものであった。

## 主な方針

### 自己資本の分類
以下の種類の資本が定義される。
- 普通株式等Tier1資本(Common Equity Tier 1, CET1)
普通株式などの普通の資本
- その他Tier1資本 (Additional Tier 1, AT1)
永久劣後債や偶発転換社債(CoCo債)でCET1比率が一定以下になった時に利払いの制限、資本削減や株式転換が発動されるもの。[5]
- Basel III 適格Tier2資本 (BIII T2)
劣後債、当局による破綻認定が行われた際に資本削減が発動する条項がついたもの

### CET1自己資本比率規制
当初、2010年のバーゼルIII規則では、各行はリスク加重資産（Risk Weighted Assets; RWA) のうち、4.5％は普通株式（バーゼルIIの2％から増加）で資金を調達する必要があった。 2015年以降、銀行は普通株式等Tier1（Common Equity Tier 1; CET1）比率を常に4.5%以上に維持する必要がある。当比率の計算方法は以下の通り。
{\displaystyle {\frac {\mbox{CET1}}{\mbox{RWAs}}}\geq 4.5\%}
RWAに対するTier 1資本資本の要求比率は、バーゼルIIでの4％から6%に増加した。この6％は、CET1の4.5％と、その他Tier 1（Additional Tier 1; AT1）の1.5％からなる。
また、バーゼルIIIでは資本バッファーがさらに二つ導入された。
- リスク加重資産の2.5％に相当する「資本保全バッファー」の義務化。必要なCET1資本比率である4.5%も考えると、2019年以降、銀行は合計7%のCET1自己資本比率の維持が求められる
- 各国の規制当局が与信の伸びが早い時期に最大で2.5％の追加資本を要求することを可能にする「裁量的カウンターシクリカルバッファー」。本バッファーの水準は、RWAの0％から2.5％の範囲で、CET1資本により充足する必要がある。

### レバレッジ比率
バーゼルIIIは、最小「レバレッジ比率」の導入を行った。これはリスクウェイト調整のない非リスクベースのレバレッジ比率であって、Tier1資本を金融機関の平均総連結資産（総資産とオフバランスシートのエクスポージャーの合計額）で割って計算する。金融機関は、バーゼルIIIの下でレバレッジ比率を3%以上に維持することが求められている。
{\displaystyle {\frac {\mbox{Tier1 資 本}}{\mbox{合 計 エ ク ス ポ ー ジ ャ ー}}}\geq 3\%}
2013年7月、米国連邦準備制度は、バーゼルIIIの最低レバレッジ比率をシステム上重要な金融機関（SIFI）8行に対しては6％、預金保険の対象となる銀行持株会社に対しては5％を課すと発表した。
2015年3月12日、金融庁は、バーゼルIIIの連結レバレッジ比率について、国際統一基準行（海外に拠点を持つ預貯金取扱金融機関）に対して、連結（連結が作成不能な場合は単体の）レバレッジ比率を算出をするよう求めた。2019年3月には、国際統一基準行に対して最低所要レバレッジ比率として3%以上を維持するよう義務付けた。

### 流動性比率
バーゼルIIIでは、二つの流動比率が導入された。
- 「流動性カバレッジ比率」において、銀行は30日間の純現金流出の合計額をカバーするのに十分な額の質の高い流動資産を保有することが求められた。算出式は以下の通り。

{\displaystyle LCR={\frac {\mbox{質 の 高 い 流 動 資 産}}{\mbox{30 日 間 の 純 流 動 資 産 流 出 額}}}\geq 100\%}
- 安定調達比率は、1年間の長期にわたるストレスの中、安定調達額が所要安定調達額を超えることを要求するものであった[15]。

#### 日本における流動性カバレッジ比率規制
流動性カバレッジ比率規制は2015年3月31日からメガバンク等主要な銀行を中心とした国際統一基準行に対して段階的に導入され、60%からスタートし、一年ごとに10%増え、最終的に2019年1月には100%が適用されることとなる。
上記の通り、分母はストレス期間30日間の純流動資産流出額であり、分子にはそれに耐えうるだけの質の高い流動資産が十分に保有される必要がある。質の高い流動資産は以下の通り3つに分類される。
- レベル1: 掛け目が100%、つまりヘアカットされない流動資産が該当する。例えば、現金、中銀預け金、リスクウェイト0%の国債などが該当する。
- レベル2A: 掛け目が85%、つまりヘアカット15%となる流動資産である。リスクウェイト20%の国債や、格付AA-以上の非金融社債、カバードボンドなどが該当。
- レベル2B: 掛け目が50%（ヘアカット50%）あるいは掛け目75%（ヘアカット25%）となる流動資産であるが、ヘアカット50%のものは主要株式インデックスの構成銘柄である非金融株式や格付BBB-以上A+以下の投資適格非金融社債、ヘアカット25%のものは住宅ローン担保証券（MBS）などが該当。

このような形で算出された流動性カバレッジ比率を毎月当局に報告するとともに、日次で近似的な流動性カバレッジ比率を計算し、流動性カバレッジ比率が基準を下回ることを早期に予見できる体制構築を求めている。

#### 米国におけるバーゼル流動性カバレッジ比率規制
2013年10月24日、連邦準備制度理事会は、バーゼル銀行監督委員会（BCBS）の流動性カバレッジ比率（LCR）の米国内における適用に関する当局間提案を承認した。この比率は、米国内の特定の銀行組織およびその他のシステム上重要な金融機関に適用される。提案のコメント期間は2014年1月31日に終了した。
米国のLCR適用案は、特に大規模な銀行持株会社にとっては、BCBSの原案よりも大幅に厳しいものとなった。この提案では、金融機関やFSOCが指定したノンバンク金融機関には短期間の所要流動性を満たせるだけの迅速に清算できる質の高い流動資産（HQLA）を十分量確保することが求められる。
LCRは2つの部分からなる。分子はHQLAの額であり、分母は指定されたストレス期間における正味の現金流出額の合計（期待現金流出額の合計から期待現金流入額の合計を引いたもの）で構成される。
流動性カバレッジ比率は、100億ドルを超える資産を持つ米国の銀行に適用される。本案では以下が求められる。
- 大手の銀行持株会社（BHC）:連結資産が2,500億ドルを超える、またはオンバランスシートの連結海外エクスポージャーまたはシステム上重要なノンバンク金融機関に対するエクスポージャーが1,000億ドル以上の銀行[21]。 30日間の純現金流出をカバーするのに十分なHQLAの保持が義務付けられる。その金額は、30日間のピーク累積金額に基づいて決定される[19]。
- 地域金融機関（資産が500億ドルから2,500億ドルまでの銀行）は、（BHC）レベルでのみ「修正」LCRの対象となる。修正LCRでは、地域金融機関が21日間の純現金流出をカバーできるだけのHQLAを保持することが求められる。純現金流出パラメータは、大規模な金融機関に適用されるパラメータの70％であり、ピーク累積流出額を計算する要件は含まれない[22]。
- 資産500億ドル未満の小規模なBHCは、引き続き一般的な定性的監督フレームワークの対象となる[23]。

米国案では、適格なHQLAを特定の3つのカテゴリ（レベル1、レベル2A、レベル2B）に分類している。カテゴリ全体で、レベル2Aと2Bの資産は合計でHQLAの40％を超えることはできず、2BアセットはHQLAの最大15％に制限される。
- レベル1は、流動性が高く（通常、自己資本に対するバーゼルIIIの標準アプローチではリスク・ウェイトが0％の資産）、ヘアカットを受けていない資産を表す。特に、FRBは、米国政府の「十分な信頼と信用（英語版）」によって保証されていないことを根拠に、業界のロビー活動があったにもかかわらず、GSE発行の証券をレベル1に含めないこととした。
- レベル2Aの資産には、通常、バーゼルIIIの下でリスク・ウェイトが20%となる資産が含まれ、例を挙げればGSEが発行および保証する証券などの資産などがある。これらの資産は、BCBS版での取り扱い同様の15％のヘアカットが課せられる。
- レベル2Bの資産には、社債と株式が含まれ、50％のヘアカットが適用される。 BCBS版と米国版は株式の扱いにおいて同様であるが、BCBS版の下での社債は、米国案とは異なり、公的な信用格付けに基づいて2Aと2Bに分割される。このような社債の取り扱いは、信用格付への言及を削除したドッド・フランク法第939条の影響を直接受けてのものであり、米国規制当局のLCRに対するアプローチから伝わる保守的なバイアスをより強く裏付けるものである。

本案では、LCRの所要水準は最低1.0以上であり、2015年1月1日から80％遵守、2016年1月1日から90％遵守、2017年1月1日から100％遵守を求める複数年にわたる移行期間が含まれる。
最後に、本案では、LCR規制の対象となる両方の金融機関（大手銀行持株会社と地域金融機関）に対し、LCRが3日以上連続して100％を下回った場合にどのような措置をとるかをまとめた是正計画を米国の規制当局に提出することを求める。

## 施行

### バーゼル委員会発表に基づく当初変更案（2010年）の要約
- 第一に、資本基盤の質、一貫性、透明性が向上する。
  - Tier 1資本：Tier 1資本の主要な形態は、普通株式と利益剰余金でなければならない。
  - Tier 2資本：補完的な資本であるが、その手法は統一される。
  - Tier 3資本は廃止される[25]。
- 第二に、資本の枠組みのリスクカバレッジが強化される。
  - 市場リスクおよびカウンターパーティ信用リスクの統合管理を強化
  - カウンターパーティの信用格付けの悪化による信用評価調整リスクを追加
  - 銀行のデリバティブ、レポ、証券金融取引から生じるカウンターパーティ信用エクスポージャーに対する自己資本要件を強化
  - これらのエクスポージャーを支える資本バッファーの引き上げ
  - プロシクリカリティ（景気循環増幅効果）の低減と
  - OTCデリバティブ契約を適格なセントラル・カウンターパーティ（おそらくクリアリングハウス）に移動させる追加的インセンティブの提供。現在、BCBSは、QCCPで清算されたデリバティブは、2％のリスクウェイトとなると定める（この規則は、米国では未確定である）。
  - カウンターパーティの信用エクスポージャーのリスク管理を強化するインセンティブの提供
  - 誤方向リスクを含めることにより、カウンターパーティの信用リスク管理基準を引き上げる
- 第三に、レバレッジ比率は、バーゼルIIのリスクベース・フレームワークの補完的手段として導入される。
  - 次の目的の達成を目的とする。
    - 銀行セクターにおけるレバレッジの蓄積に歯止めをかける。
    - リスクベースの指標を、グロスエクスポージャーに基づくよりシンプルな指標で補完することにより、モデルリスク（英語版）と測定誤差（英語版）に対する追加的な保護措置を導入。
- 第四に、ストレス時に活用できる資本バッファーの好調時の積み上げを促進させようと、各種措置が導入されている（「プロシクリカリティの削減とカウンターシクリカル・バッファーの促進」）。
  - プロシクリカリティに対処するための措置：
    - 最低所要自己資本の過剰なシクリカリティを抑制。
    - よりフォワード・ルッキングな規定を促進。
    - 個々の銀行および銀行セクターにおいて、ストレス時に使用可能なバッファーを構築するだけの自己資本を保全。

  - 過剰な信用供与の膨張から銀行セクターを保護するという、より広範なマクロプルーデンス（英語版）政策上の目標を達成する。
    - デフォルトの確率を推定するに、長期のデータホライゾンを使用するよう義務付け。
    - バーゼルIIで推奨されている景気後退期を勘案したLGD（英語版）の推定が義務化。
    - 損失見積もりを規制上の所要資本に変換するリスク関数のキャリブレーションの改善。
    - 銀行に対し、景気後退シナリオにおけるクレジットスプレッド（英語版）の拡大を含むストレステストの実施を義務化。

  - 引当金計上の強化（フォワードルッキングな引当金計上）：
    - 期待損失（EL）アプローチへと会計基準の変更を提唱（通常、 EL金額 := LGD（英語版） × PD × EAD（英語版） ）。 [26]
- 第5に、国際的に活動している銀行を対象に、30日間の流動性カバレッジ比率に加えて、より長期的な構造的流動性比率である安定調達比率（NSFR）を含む、グローバルな最低流動性基準を導入する。 （2012年1月、バーゼル銀行監督委員会の監督者団は、規制当局はストレス時に銀行が所要流動性水準であるところの流動性カバレッジ比率を下回ることを認めるとの声明を発表した[27] 。）
- また、バーゼル銀行監督委員会は、システム上重要な金融機関が生み出す外部性を軽減するために、追加の資本、流動性、その他監督上の措置の必要性を検討している。

2010年9月時点で提案されているバーゼルIIIの基準では、普通株式の比率を7～9.5％（4.5％＋2.5％（保全バッファー）＋0～2.5％（カウンターシクリカルバッファー））、Tier1資本の比率を8.5～11％、総自己資本の比率を10.5～13％としている。
2014年4月15日、バーゼル銀行監督委員会（BCBS）は、信用エクスポージャーの集中に関するBCBSの長年のガイダンスを基にした「大口エクスポージャーの計測と管理のための監督上の枠組」（SFLE）の最終版を発表した。
2014年9月3日、米国の銀行監督官庁（連邦準備制度、通貨監督庁、連邦預金保険公社）は、流動性カバレッジ比率（LCR）の施行に向けた最終規則を発表した。 LCRとは、銀行組織が確実に30日間のストレス期間における正味の現金流出をカバーできる流動性資産を保持するようにさせるための短期流動性指標である。
2016年3月11日、バーゼル銀行監督委員会は、銀行機関による規制指標と定性データのパブリックディスクロージャーに関する3つの提案のうち第2の提案を発表した。この提案では、標準的手法と内部モデルの規制当局による承認の両方について、市場リスクに関するディスクロージャーをより詳細なものにすることを求めている。

### 日本での施行
日本の金融庁は、2012年3月30日、バーゼルIIIに準拠した自己資本比率規制の改正案を公表した。その後、BCBSが2012年7月25日にセントラルカウンターパーティーに対するエクスポージャーの計算規則を公表したことに対応し、同年12月7日に自己資本比率規制に関わる公示の改正を公表し、バーゼルIIIの第一の柱はこれで最終化したこととなった。
日本における第一の柱、すなわち自己資本比率規制については下記表のように段階的な経過措置を設け導入された。
|                       | 2013年 | 2014年 | 2015年以降 | 備考                                                                                      |
| --------------------- | ------ | ------ | ---------- | ----------------------------------------------------------------------------------------- |
| 普通株式等 Tier1 比率 | 3.5%   | 4%     | 4.5%       | 普通株式、新株予約権、内部留保、普通株転換権付き優先株等                                  |
| Tier1 比率            | 4.5%   | 5.5%   | 6%         | 上記に加え、その他の優先株等                                                              |
| 総自己資本比率        | 8%     | 8%     | 8%         | 劣後債なども加えた総自己資本が対象。 バーゼルIIから引き上げられていないため経過措置なし。 |

2014年10月17日、金融庁は単体与信先への信用エクスポージャー額に限度額を設ける、大口信用供与規制の修正を公表し、これまでの自己資本額の40%に変えて、国際標準である25%とする。また、単体与信先へのエクスポージャーは子会社等を含めたグループを一つとしてカウントするよう求めている。2019年には、金融庁はファンドのルックスルー（ファンドが持つ間接的なエクスポージャーもカウントすること）や、担保による信用エクスポージャーの削減措置の導入などを発表している。
バーゼルIIIで導入された新しい指標であるレバレッジ比率、流動性カバレッジ比率、安定調達比率はすべて国際規制に準ずる大手行が中心である国際統一基準行に対して課される。国内基準行については当面の間免除されることとなる。

### 米国での施行
米国連邦準備制度理事会は2011年12月に、バーゼルIII規制を実質的にすべて施行に移すと発表した。その要旨は下記の通りであり、銀行だけでなく、500億米ドルを超える資産を持つすべての金融機関にも適用されることが明らかとなった。
- 年次資本計画（annual capital plans）を含むリスクベースの自己資本・レバレッジ規制、ストレステストの実施、期待通りのシナリオとストレス下のシナリオの双方において5%以上の普通株式等リスクベースTier 1自己資本比率の維持（シナリオ分析（英語版）を参照）などの自己資本比率規制。リスクベース資本のサーチャージ（risk-based capital surcharge）。
- 市場流動性については、当初、流動性ストレステストや内部的な定量的制限の設定を必要とする2010年3月に発行された米国独自の政府機関間流動性リスク管理ガイダンスに基づいていたが、後に完全なバーゼルIII体制に移行。以下を参照。
- 連邦準備制度理事会は、3つの経済・金融市場シナリオを使用し、毎年テストを実施することとなる。金融機関は、まずありえない事象、特に経営陣が不可能と考えている事象を反映した少なくとも5つのシナリオを使用することが推奨されるが、極端なシナリオについてはまだ基準が適用されていない。 公表されるのは、金融機関固有の情報を含むFRBの公式シナリオ３つについての結果の要約のみであるが、毎年1回以上、金融機関内部でストレステストを実施し、その要約を公表しなければならない。
- 単一取引先に対する大口信用供与規制（Single-counterparty credit limits）は、対象となる金融機関の単一取引先に対する信用エクスポージャーを、その会社の規制上の自己資本に対する一定割合までに制限するものである。最大手金融機関間の信用エクスポージャーについては、より厳しい規制が課せられる。
- 財務上の弱点が早期に対処されるようにするための「早期改善措置（early remediation requirements）」。 自己資本の水準、ストレステストの結果、リスク管理の弱点など、場合によっては将来を見越した調整を加えた、1つ以上の是正トリガーが2012年にFRBから提案された。「必要な措置は状況の深刻さに応じて異なるが、成長、資本分配、役員報酬、さらに資本調達や資産売却等の各制限が考えられる[41]。」
- 2020年4月、 COVID-19パンデミックへの対応として、FRBは、2021年3月31まで（連結資産が2,500億ドルを超える金融機関に適用される）補完的レバレッジ比率を3%から2%へ一時的に引き下げることを発表した[42][43][44]。2021年3月19日に、この1年にわたる緊急緩和措置は予定通り期限切れを迎えると発表された[45]。

2014年1月時点で、各比率規制と計算方法は違うものの、米国はバーゼルIII規則の多くを順調に施行に移している。

### ヨーロッパでの施行
欧州連合におけるバーゼルIII規制の施行は、銀行および投資会社に対する健全性規制（CRR ）に関する指令2013/36/EU（CRD IV）および規則（EU）No. 575/2013を構成する新たな法案パッケージであった。
同新法案は2013年に承認され、自己資本規制指令（2006/48・2006/49）を置き換えるものであった。
2017年12月7日、 欧州中央銀行のマリオ・ドラギ総裁は、欧州連合の銀行に関しバーゼルIIIの改革が完了したと宣言した。

### 主要なマイルストーン

#### 自己資本比率規制
| 日付   | マイルストーン：自己資本比率規制                                 |
| ------ | ---------------------------------------------------------------- |
| 2014年 | 最小自己資本規制：所要自己資本比率引き上げの段階階的導入の開始。 |
| 2015年 | 最小自己資本規制：所要自己資本比率の引き上げ完了。               |
| 2016年 | 保全バッファー：保全バッファーの段階的導入の開始。               |
| 2019年 | 保全バッファ：保全バッファーの導入完了。                         |

#### レバレッジ比率
| 日付   | マイルストーン：レバレッジ比率                                                                        |
| ------ | --- |
| 2011年 | 監督上の監視：レバレッジ比率とその基礎となる構成要素を追跡するテンプレートの開発。                    |
| 2013年 | 並行稼働I：レバレッジ比率とその構成要素は監督当局によって追跡されるが、開示されず、義務ともならない。 |
| 2015年 | 並行稼働II：レバレッジ比率とそのコンポーネントは追跡され、開示されるが、義務ではない。                |
| 2017年 | 最終調整：並行稼働期間中の結果に基づき、レバレッジ比率の最終調整を行う。                              |
| 2018年 | 要件の義務化：レバレッジ比率は、バーゼルIII規制上の義務の一部となる。                                 |

#### 流動性規制
| 日付   | マイルストーン：流動性要件                                                                                           |
| ------ | --- |
| 2011年 | 観察期間：テンプレートの開発と流動性比率の監督モニタリング。                                                         |
| 2015年 | LCRの導入：60%の水準で、流動性カバレッジ（LCR）の初期導入。2019年まで毎年10%ずつ増加。 EUでは、2018年に100％に到達。 |
| 2018年 | NSFRの導入：安定調達比率（ NSFR ）の導入。                                                                           |
| 2019年 | LCRの完全施行。100％のLCRが課せられることとなる。                                                                    |

## バーゼルIIIの影響の分析
米国では、自己資本比率規制の強化により、トレーディング業務が縮小し、トレーディング部門で雇用されている人員の数が減少した。

### マクロ経済への影響
2011年2月17日に発表されたOECDの研究によると、バーゼルIIIの導入がGDP成長率に与える中期的な影響は、年率-0.05%から-0.15%の範囲になると試算されている。銀行が自己資本規制の強化による銀行の資金調達コストの上昇を顧客に転嫁するため、経済的生産高は主に銀行貸出スプレッド上昇の影響を受けることとなる。 もともと2015年に有効であった自己資本比率規制を充足するため、銀行は平均して約15ベーシスポイント、貸付スプレッドを拡大していると推定された。 2019年の時点で有効な自己資本比率規制（普通株式等自己資本比率で7％、Tier 1自己資本比率で8.5％）では、銀行の貸出スプレッドが約50ベーシスポイント増加する可能性がある。GDP成長に与える推定効果は、金融政策上の積極的措置がないことを前提としている。政策金利がゼロ下限の制約を受けない範囲内で、バーゼルIIIが経済生産高に与える影響は、政策金利を30〜80ベーシスポイント程度引き下げる（か引き上げを遅らせる）ことで相殺できる。
また、バーゼルIIIは、銀行が規制の枠組みを利用しようとするインセンティブを高めることで、金融システムの安定性に悪影響を及ぼすと批判された。

### 批判
世界年金審議会（World Pensions Council）などのシンクタンクは、バーゼルIIIは、ムーディーズとS&Pという2つの民間機関が販売する「信用リスク」の標準化された評価への依存度がますます高まっており、したがって反競争的な複占行為を公共政策を使ってエスカレートさせていることを筆頭に、バーゼルIIの中核的な考え方を根本的に問い直すことなく、既存のバーゼルIIの規制基盤を構築し、さらに拡大しただけであると主張する。格付機関が行っている信用格付けの矛盾や信頼性の低さは、一般的に米国住宅バブルの主な原因であると考えられている。学術的な立場からは、大手銀行が内部モデルを用いて信用リスクを計算することを引き続き認めていることや、全体的な所要自己資本を低く設定しすぎているという点で、バーゼルIIIへの批判がある。
また、すべてのデリバティブ契約に対する不透明な取り扱いも批判されている。金融機関がデリバティブを扱うのには、（「ヘッジ」や「保険」といった）多くの正当なリスク削減の理由があるが、バーゼルIII規制では次のようになっている。
- 保険の売り手に引き受けられるリスクが集中し（文字通りリスクの売買である）、それを規制なしに正しく相殺することが期待されているにもかかわらず、保険の買い手と売り手を同等に扱う
- 組織が有するすべての内部リスクの相関関係を調査することを要求しない
- 危機の際のデリバティブの秩序ある清算と記録保持の厳格化を要求する他は、組織だった、あるいは積極的なリスクの外部化やリスクと競合する市場売買に対して、金融機関に課税や課金を行わない

デリバティブは危機においては重大な不確実性となるため、一部の批評家はデリバティブを重大な欠点であるとやり玉にあげ、その中には起こらないだろうと思った（が起こった）事象のリスクを取った主要なデリバティブディーラーについて、今なお「大きすぎて潰せない」状態が残ると主張する者もいる。バーゼルIIIは、経営陣が断固として拒否するような極端なシナリオをストレステストに含めることを絶対的には義務付けていないため、これは依然として規制上の脆弱性のままである。ただし、外部監査とモデリングの標準化は、バーゼルIVで扱われることが提案されている課題である。
幾人かの評論家は、これらの問題や同様の問題があるので、自己資本規制は本質的に無益であると主張し、規制に対して反対のイデオロギー的見解ではあるが、「大きすぎて潰せない」状態が続いていることに同意する。
バーゼルIIIは、書類の負担やリスクの抑制について、ワシントンD.C.に本拠を置くグローバル銀行の国際協会である国際金融協会に加盟する銀行から同様の批判がなされており、銀行のビジネスと経済成長全体の両方に「打撃を与える」と主張している。バーゼルIIIはまた、銀行が規制の枠組みを利用しようとするインセンティブを高めることで、金融システムの安定性に悪影響を及ぼすと批判された。 米国銀行協会や、 米国独立コミュニティ銀行協会が中心となったコミュニティバンクなどの銀行は、連邦預金保険公社へのコメントの中で、バーゼルIII規制が実施された場合、「住宅ローンや中小企業向けローンに関して自己資本保有額が劇的に増加する」ことで、小規模銀行に打撃を与えるとし、バーゼルIIIに反対の意向を示した。 
元米国労働長官で、カリフォルニア大学バークレー校経済学部の教授であるロバート・ライシュは、彼の考えでは、不十分な規制が世界金融危機の原因であり、グレート・リセッションの影響が深刻であっても、これは依然として未解決の問題であるため、バーゼルIIIでは銀行規制が十分になされていないと主張している。 2019年、米国の投資家のマイケル・バリーは、バーゼルIIIについて、「多かれ少なかれクレジット市場から価格発見機能を排除しており、つまり金利の正確な価格決定メカニズムにおいてリスクが勘案されなくなった」面があるとしてと批判した。
2011年のバーゼルIII制定以前、国際金融協会（IIF、ワシントンDCに本拠を置き、450行が加わる銀行業界団体）は、バーゼルIIIが銀行と経済成長に悪影響を与えるとして、この合意の実施に反対した。 米国銀行協会、米国独立コミュニティ銀行協会に所属するコミュニティバンク、民主党上院議員のカーディン議員、ミクルスキ議員、下院議員のヴァン・ホーレン議員、カミングス議員などメリーランド州議会の民主党議員団をはじめとする米国議会で最左派に位置づけられる民主党員らは、FDICに提出した意見書の中で、バーゼルIIIの提案が実施された場合、「住宅ローンや中小企業向けローンに関する自己資本保有額が劇的に増加する 」ことで、小規模銀行に打撃を与えるとし、バーゼルIIIに反対を表明した。
2013年1月6日、バーゼル銀行監督委員会が施行スケジュールを2019年まで延長しただけでなく、流動資産の定義を拡大したことで、全世界の銀行セクターはバーゼルIII規制の大幅な緩和を勝ち取った。2017年12月、バーゼル委員会の監督機関であるGHOS（中央銀行総裁・銀行監督当局長官グループ；Group of Central Bank Governors and Heads of Supervision）は、自己資本規制の施行を2022年まで再延長した 。2020年3月には、バーゼルIII規制の施行が再び延長され、信用リスクの標準的手法の改訂、オペレーショナルリスクの枠組み、市場リスクの枠組み、第3の柱の情報開示の枠組みの改訂のすべてが2023年1月1日まで延長され、「資本フロア（アウトプット・フロア）に伴う経過措置」の実施はさらに2028年1月1日まで延長された。

### 関連文献
この節では、参考文献として使用されている文献（下記「参考文献」を参照）に加えて、バーゼルIIIに関する一般に公開されている質の高い研究へのリンクを掲載している。なお、特に特記しない限り、言語はすべて英語である。
| 日付       | ソース                                | 記事のタイトル/リンク                                      | コメント |
| ---------- | ------------------------------------- | ---------------------------------------------------------- | --- |
| 2012年2月  | BNPパリバ フォルティス                | Basel III for dummies Video                                | 「10分でわかるバーゼルIIIのすべて」 2013年1月6日の決定内容に基づき更新。 |
| 2011年12月 | OECD：経済総局                        | システム上重要な銀行                                       | 銀行規制と市場がシステム上重要な銀行を規律できていないことに関するOECDの分析。 |
| 2011年6月  | BNPパリバ：経済調査部                 | バーゼルIII：アキレウスの槍はない                          | BNPパリバの経済調査部によるバーゼルIIIに関する調査。 |
| 2011年2月  | ゲオルク、共著者ピエール              | バーゼルIIIとシステミックリスク規制：今後はどうなるか？    | システミックリスクの規制方法に焦点を当てたバーゼルIIIの概要記事。 |
| 2011年2月  | OECD：経済総局                        | バーゼルIIIのマクロ経済への影響                            | バーゼルIIIのマクロ経済への影響に関するOECDの分析。 |
| 2010年5月  | OECD Journal: Financial Market Trends | バーゼルIIIの先を考える                                    | バーゼルI、バーゼルII、バーゼルIIIに関するOECDの研究。 |
| 2010年5月  | ブルームバーグ ビジネスウィーク       | FDICのベア氏、欧州では銀行にもっと資本を持たせるべきと発言 | ベア氏は、世界中の規制当局が銀行の自己資本規制の次のラウンドに向けて協力する必要があると述べた。（中略）バーゼルIIIとして知られる国際基準の次のラウンドでは、「非常に意欲的な」目標を達成しなければならない。 |
| 2010年5月  | ロイター                              | FACTBOX-G20の金融規制の進展                                | 先進国および新興国からなるG20の財務大臣らは、6月4日から5日にかけて韓国の釜山で会合を開き、金融危機からの教訓を得て、規制の強化に向けて2009年の合意を見直す。                                                  |
| 2010年5月  | エコノミスト                          | 銀行の反撃 新資本・流動性規制をめぐる舞台裏の攻防          | 「改革の中でも最も重要なのは、銀行が持つ自己資本と流動性バッファーを規制する「バーゼル3」という国際ルールである。ここでは、銀行と規制当局の間で、最も悪質で、かつ公にされていない論争が行われている。」       |